# Chapelle des Cuthbert
Pour les articles homonymes, voir Cuthbert.
La chapelle des Cuthbert est une chapelle presbytérienne située à Berthierville au Québec (Canada). Elle est considérée comme étant le premier lieu de culte protestant au Québec. Le bâtiment est la propriété de la SODEC et l'animation du lieu est assuré par la Corporation du patrimoine de Berthier.

## Histoire

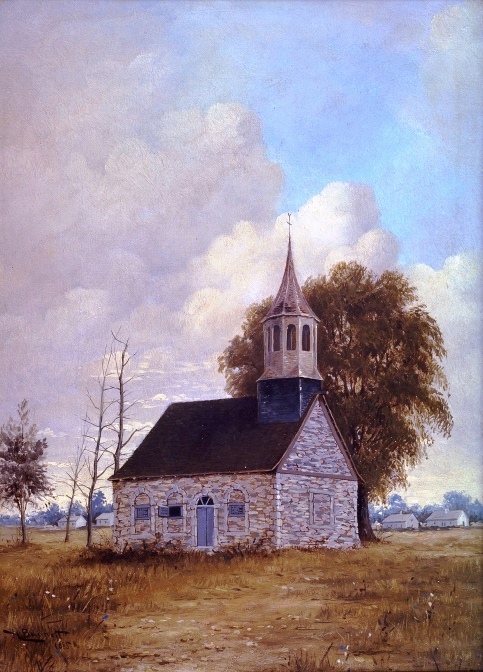
Peinture, Berthier-en-Haut, la première église protestante dans le Bas-Canada, Henry Richard S. Bunnett, 1885

La chapelle des Cuthbert a été bâtie en 1786 pour le seigneur de Berthier, James Cuthbert (père), pour y inhumer sa femme, Catherine Cairns. Elle a été construite par le maçon Antoine Leblanc et le menuisier Pierre Fourré dit Vadeboncoeur. Elle sert ensuite de lieux de culte pour la famille et les familles protestantes des environs, ce qui en fait le premier bâtiment destiné à l'église presbytérienne au Québec. Les services religieux se font cependant par intermittence, dû au nombre restreint de fidèles et à la difficulté de trouver un pasteur.
À son décès, James Cuthbert est inhumé dans sa chapelle. En 1866, son corps ainsi que celui des autres membres de sa famille sont transférés dans le cimetière de l'église Saint-James de Berthier. Le clocher est remplacé entre 1885 et 1891 et les fenêtres sont partiellement murées au XIXe siècle.
En 1927, le gouvernement du Québec achète la chapelle. En état de délabrement avancé, des travaux de sauvetage sont exécutés par l'architecte Percy Roy Wilson (1900-2001). D'autres travaux de consolidation sont exécutés par le même architecte en 1947. La chaire et le jubé sont refaits en 1957 selon des dessins de Henry Bunnett datant de 1885. La chapelle et son terrain sont classés en 20 mars 1958. Il s'agit du premier bien classé dans la région de Lanaudière. Une aire de protection est ajoutée le 12 avril 1976. Elle est restaurée en 1977 afin de lui donner son apparence originale. Elle abrite depuis lors un petit centre d'interprétation. 
Depuis 2018, la Chapelle des Cuthbert est reconnue comme une institution muséale agréée par le gouvernement du Québec.